# シボレー・ボルトEV
シボレー・ボルト（Chevrolet Bolt）は、ゼネラルモーターズがLGグループと共同開発した、シボレーブランドで販売されるサブコンパクトクラスの5ドアハッチバックタイプの電気自動車である。2017年モデルとしての販売が2016年末に行われた。
シボレー・ボルト EV（Chevrolet Bolt EV ）とも呼ばれる。

## 概要
2016年のコンシューマー・エレクトロニクス・ショーで量産型が披露され、続く北米国際オートショーでパワートレインなどの技術的詳細が明らかにされた。ヨーロッパでは2017年にオペルブランドから オペル・アンペラ-e (Opel Ampera-e) として発売予定となっている。
ボルトは、アメリカ合衆国環境保護庁（EPA）の基準に則ると、航続距離はおよそ238マイル（383 km）に達し、これはEPAの燃費基準では街中と高速道路の走行を組み合わせて使用した場合におけるガソリン1ガロンあたり119マイル（1 Lあたり50 km）の燃費に相当する。オペルによると、アンペラ-eは新欧州ドライビングサイクル（NEDC）基準でおよそ500 km（310マイル）、より厳しいWLTP基準でも380 km（236マイル）の航続距離に達するだろうと期待されている。
デトロイト郊外にある、1億6千万ドルにも上る巨費をかけて刷新されたGMのオリオン組み立て工場（Orion Assembly）で、2016年10月に生産（最終組み立て作業）が行われている。2016年8月、韓国の仁川のLG工場において、バッテリー、モーター、ドライブユニットの製造が開始された。アメリカ国内の一般顧客への販売開始が2016年12月に予定されている。カナダでの販売開始は、2017年初頭を予定している。電気自動車の販売振興のために出る政府からの補助金を適用する前のアメリカ国内での価格は、37,495ドルとなっている。2016年10月時点で、EPA基準で200マイル以上（320 km）航続可能で希望小売価格が5万ドル未満の電気自動車は、ボルトのみである。
シボレー・ボルトは、「モーター・トレンド」誌の2017年度のカー・オブ・ザ・イヤー、「オートガイド・ドット・コム・リーダー」誌のチョイス・グリーン・カー・オブ・ザ・イヤー、「グリーン・カー・リポーツ」誌のベストカー・トゥ・バイ2017、「グリーン・カー・ジャーナル」誌の2017年度のグリーン・カー・オブ・ザ・イヤー等を受賞し、タイム誌の「ベスト25・インヴェンションズ・オブ・ザ・イヤー・オブ2016」の1台にも選ばれるなど、いくつもの賞を受賞している。

## 歴史

### 開発史
ボルトは、2015年の北米国際オートショーで、コンセプトモデルとして公開された。
2015年2月、GMの北米エリア担当トップのアラン・バテイ（Alan Batey）は、ボルトの量産化を進めており、全米50州で利用できるようになるだろうと発表した。ボルトはまた、プレミアムな世界市場において販売される予定であるとした。

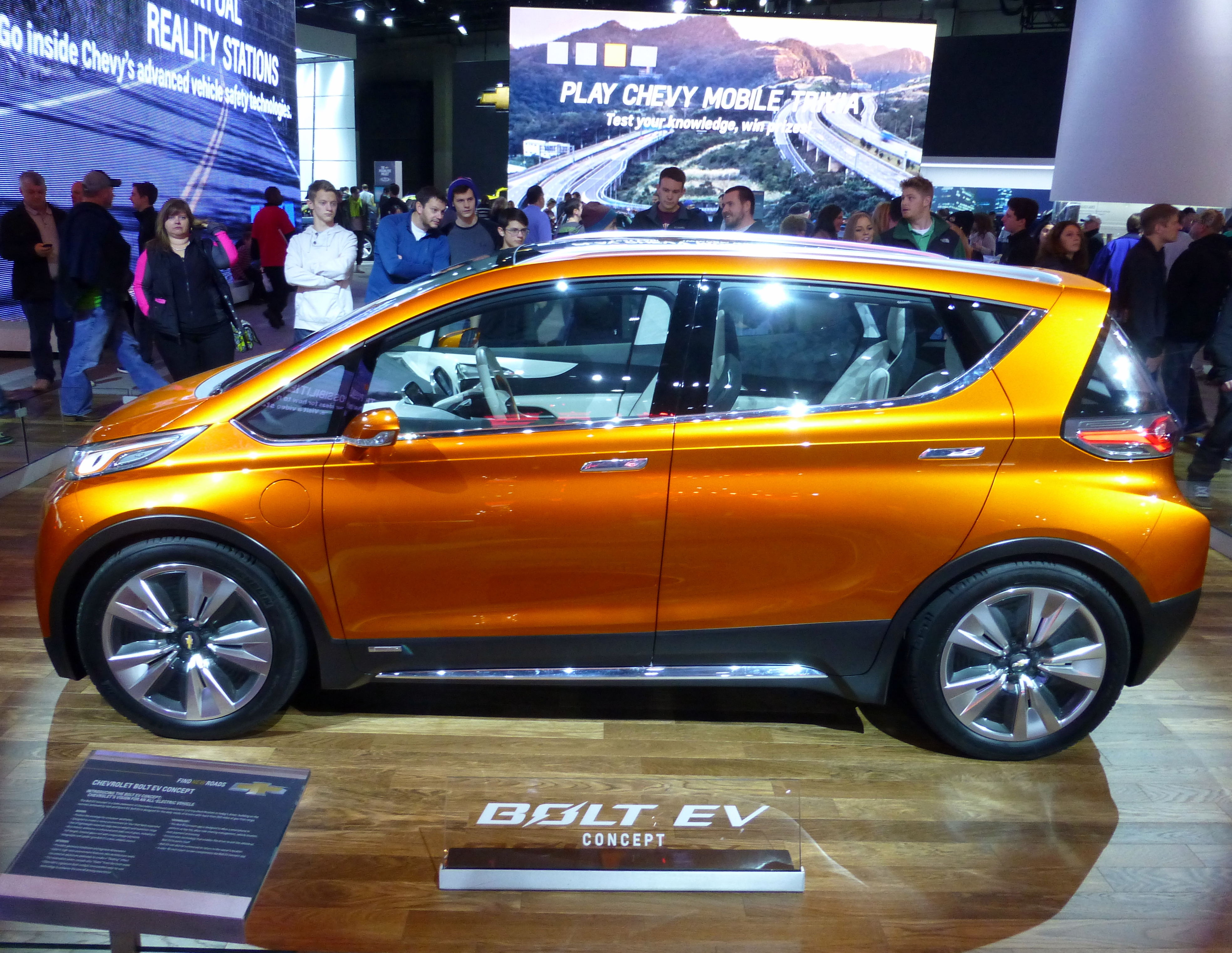
2015年の北米国際オートショーに出展されたシボレー・ボルト EVのコンセプトカー。

2015年6月に、ミシガン州オークランド郡のミルフォード村にあるテストコースで、GMは、手作業で組み立てた50台以上のボルトの試作車のテストを行っていた。そのテストコースだけでなくアメリカ国外の様々な場所において、乗り心地とハンドル操作による力学的な作用、キャビンの快適性、静粛性、充電能力、エネルギー効率に関するテストが行われている。
2016年1月、ラスベガスで開催されたコンシューマー・エレクトロニクス・ショーにて量産型が公開された。GMのメアリー・バーラCEOの基調講演で、シボレーは推定200マイル（320 km）かそれ以上の航続距離があることを確認しており、政府からの補助金を適用後は約3万ドルの価格で、2016年後半には購入可能になる見通しを述べている。
GMのバーラCEOは2016年2月、シボレー・ボルトのヨーロッパ版を「オペル・アンペラ-e」とし、2017年にその生産に入ることを発表した。
2016年3月22日、GMは、デトロイト郊外のオリオン組み立て工場でボルトが製造前工程中の製造プロセスのテスト作業とボルトの製作機械の設備を行なっている様子を示す写真と短いティーザービデオを公開した。

### 生産史
ボルト EVは、ガソリン車の燃料タンクと同じ位置にバッテリーを設けることで柔軟な生産を行えるように設計されており、2台のガソリン車と同じ組立ラインを使うようにし、ガソリン車との生産比率を調整することにより年間9万台の生産を行うこととした。ブルームバーグ・ニュース（Bloomberg News）によれば、GMはボルトを1台売るごとに8千ドルから9千ドルもの損失を被るであろうと見込まれている。GMのスポークスマンは、予想される収益についてコメントすることをやんわりと断っている。
初年度に2万5千台から3万台の生産台数を見込むボルトの通常生産は、2016年10月から開始される予定であった。アナリストたちは、ボルトの生産量は年間22,000台、アンペラ-eは数千台になると予想している。生産量は、需要の高まり次第では年産3万台から5万台に増やす可能性があるという。初期の通常生産は、2016年11月初旬までに始まり、1時間当たり9台の生産ペースは徐々に1時間当たり30台にまで増やしていく計画となっている。2016年12月にカリフォルニア州で顧客への納車が始まった。

## 設計

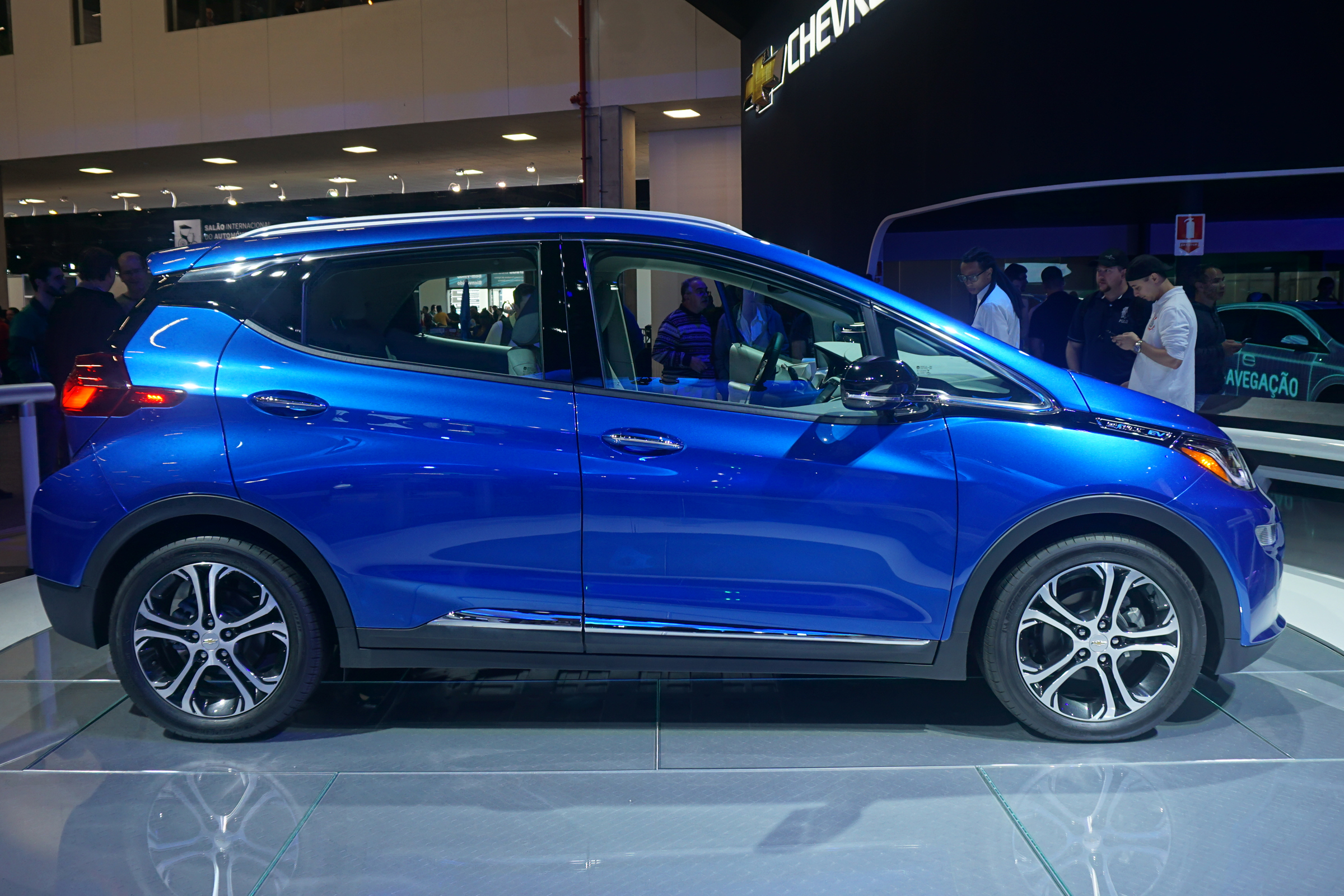
側面から見たボルト EVの外観

ボルトは、韓国GM（旧名：大宇自動車）のスタジオで、シボレー・ソニック/シボレー・スパーク/オペル・コルサで使われているGM・ガンマ・プラットフォームを共有することなく、独自のBセグメントのサイズのプラットフォームを用いて設計されている。EPAは、ボルトを内部容積が130立方フィート未満（約3.68 m3）のステーションワゴンとして分類している。GMは、ボルトをクロスオーバーと呼んでいる。車内の（乗車している人間の座席として使用する）居住空間部分の内部容積は94立方フィート（約2.66 m3）で、荷室部分の内部容積は17立方フィート（約0.48 m3、381リットル）となる。
ボルトのドア/後尾扉/フード部分は、車重を減らす為にアルミニウムで作られている。アクセルペダルを緩めることで、ドライバーが回生ブレーキの効きを調節出来るようにした「ワンペダル運転」を特徴としている。GMは、2017年中に無線通信を経由して車載のソフトウェアをアップデートすることを計画している。

## 仕様

### バッテリー
ボルトは、GMが（かつてモーターショーに展示したり市場へ販売してきた）過去の電気自動車に搭載した電池に比べて構造が簡単で安価な液体冷却システムを用いた60kWhのバッテリーパックから構成される、「ニッケルの存在比がリッチなリチウムイオン」の化学物質を使った電池を搭載しており、コストを減らしつつ、より高温での使用に耐えられるようになっている。バッテリーパックはストレスメンバ （車にかかる応力を受ける部材）にもなっており、960ポンド（約435 kg）の重量がある。バッテリーパックは車の価格全体の23%を占め、GMの他製品で使われているセルの形状にも似ているが、テスラで使われている円筒型の18650電池と21-70電池とは対照的である、288個の平らな「landscape（眺望）」と呼ばれる配列から成るセルの配置で構成されている。
電池は並列に接続された3つのグループに束ねられており、直列に接続された96のグループでバッテリーパックを構成している。アンペラ-eのバッテリーは、150kW/340Nmのモーターの制限を避けるため、160kWの出力を定格とした。50kWのSAE・コンボDCの急速充電は、車載のAC充電器が7.2kWであるのに対し、30分で90マイル（140 km）の航続距離分の充電が出来、1時間で満充電の80%分に相当する容量を充電する。ボルトのユーザーマニュアルには、80kWで充電している事例が載せられている。

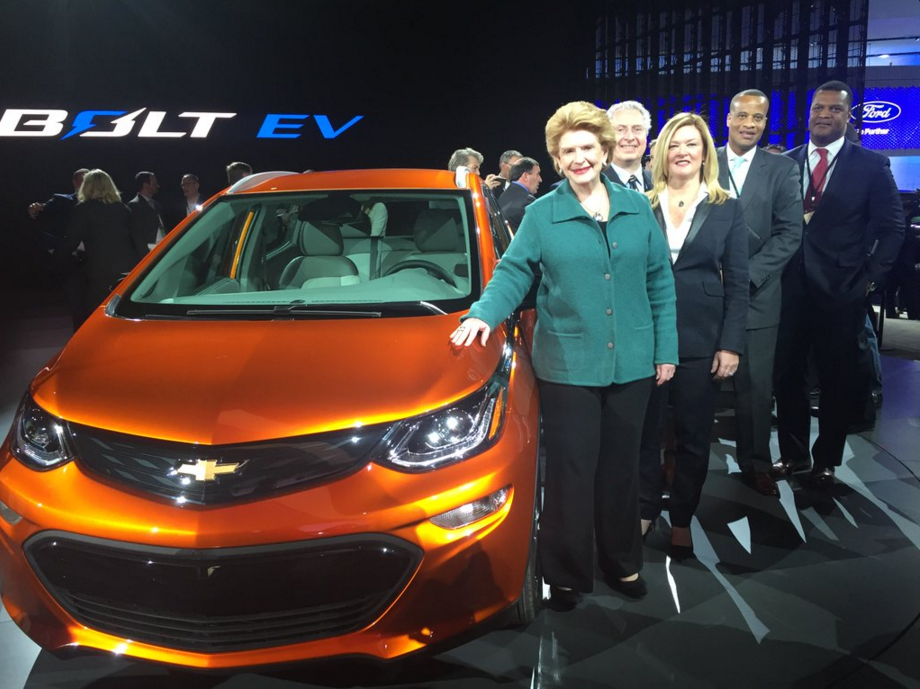
2016年の北米国際オートショーで展示されるシボレー・ボルトの量産モデル。

2015年10月、GMはLG化学から、自動車1台あたり最低8,700ドルの収益をもたらす単価設定である1kWhあたり145ドルの単価でボルトのバッテリーの電池を購入すると発表した。伝えられるところによれば、バッテリーパックを納入する事業者の選定の際、LG化学はその時点で同業他社のライバルが示した単価より1kWhあたり約100ドル安い単価を提示したという。
当初、リチウムイオンバッテリーの技術を第2世代の「シボレー・ボルト (ハイブリッドカー)」と共有するつもりであったが、様々な化学物質を持つボルトの量産モデルのバッテリーは、ハイブリッドカーと短い航続距離の電気自動車の頻繁な充放電よりも、長い航続距離を持つ電気自動車の様々な充電サイクルに適している。

### ドライブトレインとボディ
バッテリー以外の主な仕様は、次の通りである。200hp（150 kW）の馬力と266 lb・ft（361 N・m）のトルクを持つ電気モーター、0-30 mph（0-48 km/h）の加速は2.9秒、0-60 mph (0-97 km/h) の加速は7秒未満で、最高速は91mph（146km/h）である。 モータードライブユニットには、これまで標準であった油圧式シフトに替わり、電子式コントローラによるGMの新しい「エレクトニック・プレシジョン・シフト」（Electronic Precision Shift）が搭載されている。 利用可能なギアの数は公表されていないが、シボレーの資料には最終減速比を7.05：1と載せている。 抗力係数は0.32である。 抗力係数に関しては、主任デザイナーを務めたスチュアート・ノリスがインタビューで、ボルトを広々とした室内と大容量の荷室を備えた5ドア・ハッチバックに仕立て上げたが、「空力性能は最悪」になってしまったと語っている。

### 航続距離と効率性
EPAの下で、ボルトEVの走行を燃費換算した4サイクルテストでは、混合走行（市街地と高速道路での走行を組み合わせた走行）の場合、119 mpg-e（ガソリン1ガロン当りの航続距離をマイル換算した単位）（=1.8L/100 km）となり、市街地での走行の状況下では128 mpg-e（1.8 L/100 km）、高速道路での走行の状況下では110 mpg-e（2.1 L/100 km）となる。充電時間は、 レベル2充電ステーションの場合、9.3時間となる。

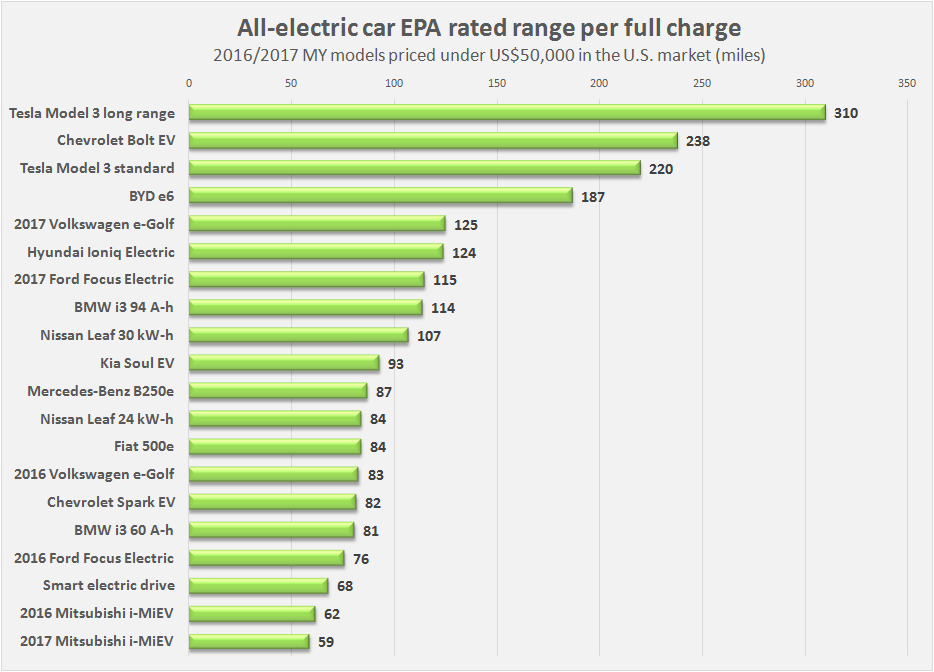
モデルイヤーが2016年または2017年に該当する、アメリカにおいて5万ドル未満の車両価格の電気自動車に、シボレー・ボルトEVとテスラ・モデル3を加えた場合の航続距離の比較（EPA）。

EPA基準でのボルトEVの混合走行における航続距離は、238マイル（383 km）となる。市街地走行の場合のボルトの航続距離は255マイル（410 km）となり、相対的な抗力係数が高いために高速道路での走行の場合は217マイル（349 km）となる。オペルに因ると、アンペラ-eはNEDCの基準下では500 km（310マイル）の航続距離を達成することが見込まれ、より厳格なWLTP基準下では、380 km（240マイル）の航続距離達成が見込まれるという。
2016年10月時点では、ボルトEVは希望小売価格が5万ドル未満の車両価格の電気自動車の中で唯一EPA基準で航続距離が200マイル（約320 km）を超えた車種だった。2017年10月現在、アメリカ国内で販売されている電気自動車全車の中で、いずれもテスラのモデルS、モデル3のセダンとモデルXのクロスオーバーのみが航続距離が200マイル（約320 km）を上回る。
ボルトEVはまた航続距離が215マイル（約346 km）というスペックである。41 kWhのバッテリーをオプションとして搭載するルノー・ゾエの航続距離は、NEDC基準で400 km（250マイル）であるが、実際の市街地や郊外での走行では300 km（190マイル）程度に留まるとルノーが認めている。41 kWhのバッテリーを搭載したゾエの、政府からの補助金を適用する前のバッテリーの購入金額を含まないフランス国内の販売価格は、23,600ユーロ（約26,460ドル）である。バッテリーのリース料金は、走行距離が7,500 km（4,700マイル）までの条件を付けた場合は月額69ユーロ（約77ドル）、走行距離を無制限にした場合は月額119ユーロ（約133ドル）となる。

### 量産前のテスト走行イベント

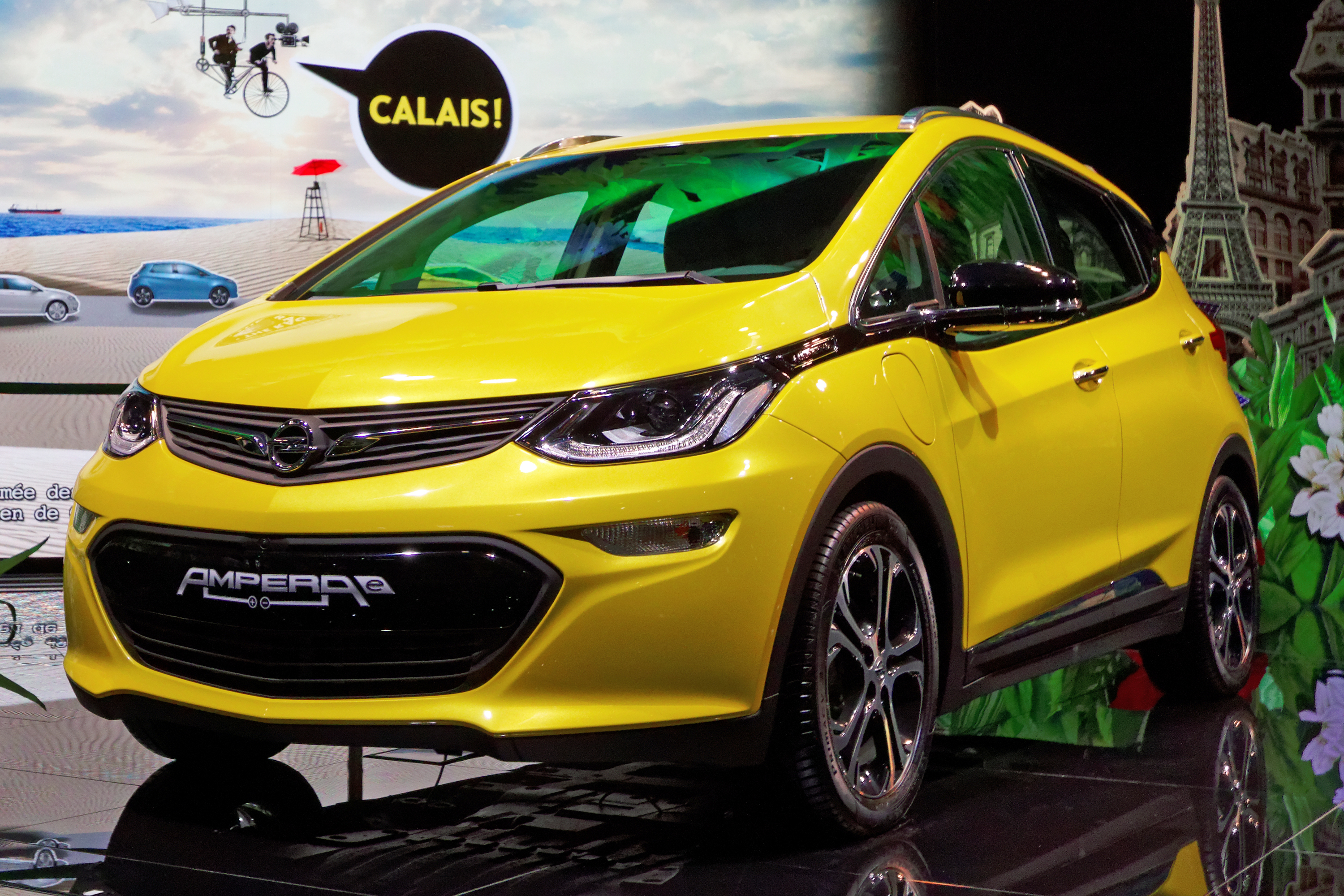
2016年のパリモーターショーで公開されたオペル・アンペラ-eの量産モデル。

EPA基準の238マイル（383 km）の航続距離については、自動車雑誌のレポーターたちが60kWhのバッテリーを積んだ量産前のボルトをドライブすることによって確かめられた。1kWhあたり4.8マイルの平均効率に相当する50.1 kWhのエネルギー消費で、モントレーからサンタバーバラまでの区間の往復をエアコンを付けた状態でそれぞれ異なるドライブモードで運転した。トータルで237.8マイル（382.7 km）の距離を運転してもなお、ボルトの電力残量計には残り34マイル（55 km）の航続可能距離が表示されていた。他の数人のジャーナリストは、同じ経路で量産前のボルトの試乗を行ったが、全てのリポートはEPA基準のボルトの推定航続距離にほぼ沿った結果となっている。
2016年のパリモーターショーでのオペル・アンペラ-eのお披露目イベントの一環として、オペルはロンドンのピカデリーサーカスからパリのポルト・ドゥ・ヴェルサイユの展覧会の会場までアンペラ-eが充電無しで走行したことを報告した。アンペラ-eは417 km（259マイル）を走行したにも関わらず、アンペラ-eの電力残量計にはなお残り80 km（50マイル）の航続可能距離が表示されていた。

## 販売状況

### アメリカ合衆国
予約注文は2016年10月中旬にカリフォルニア州とオレゴン州で始まっている。2016年12月13日、GMはボルトの顧客への納車を始め、サンフランシスコ・ベイエリアに住むオーナーに対し最初の3台を納車した。アメリカ国内への本格的な納車開始はニューヨーク/マサチューセッツ州/バージニア州では2017年初頭に、アメリカ全土への展開は2017年中頃の予定となっている。
政府からの補助金適用前のボルトEVの2017年モデルのLT（低価格グレード）の販売価格は、ディーラーでの充電サービス込みで37,495ドルとなる。EVの新規購入層向けのDC充電器はオプションとして750ドルで販売されている。プレミア（高級グレード）の販売価格は40,905ドルで、リースの場合は月額309ドルで利用できる。ニューヨーク市は、大気汚染を改善するための連邦政府の補助金によって、2017年春に50台のボルトを低価格で購入した。

### カナダ
カナダにおいては、政府からの補助金適用前のボルトのLTの価格はDC充電器込みで42,795カナダドル（32,400ドル)となる。カナダへの納車は2017年初頭から開始される。

### ノルウェー
ノルウェーでのアンペラ-eの納車は2017年5月頃に始まる予定である。

## 受賞
ボルトは、「モーター・トレンド」誌の2017年度のカー・オブ・ザ・イヤー、「オートガイド・ドット・コム・リーダー」誌のチョイス・グリーン・カー・オブ・ザ・イヤー、「グリーン・カー・リポーツ」誌のベストカー・トゥ・バイ2017を受賞している。「カー・アンド・ドライバー」誌の2017年度のベスト10の車の中に電気自動車で唯一リストアップされた。ボルトはまた「グリーン・カー・ジャーナル」誌の2017年度のグリーン・カー・オブ・ザ・イヤーをも受賞した。タイム誌の「ベスト25・インヴェンションズ・オブ・ザ・イヤー・オブ2016」の1台にも選ばれている。更には、「ポピュラーサイエンス」誌の2016年の10大自動車革新技術にも選ばれた。

## 車名にまつわる混乱

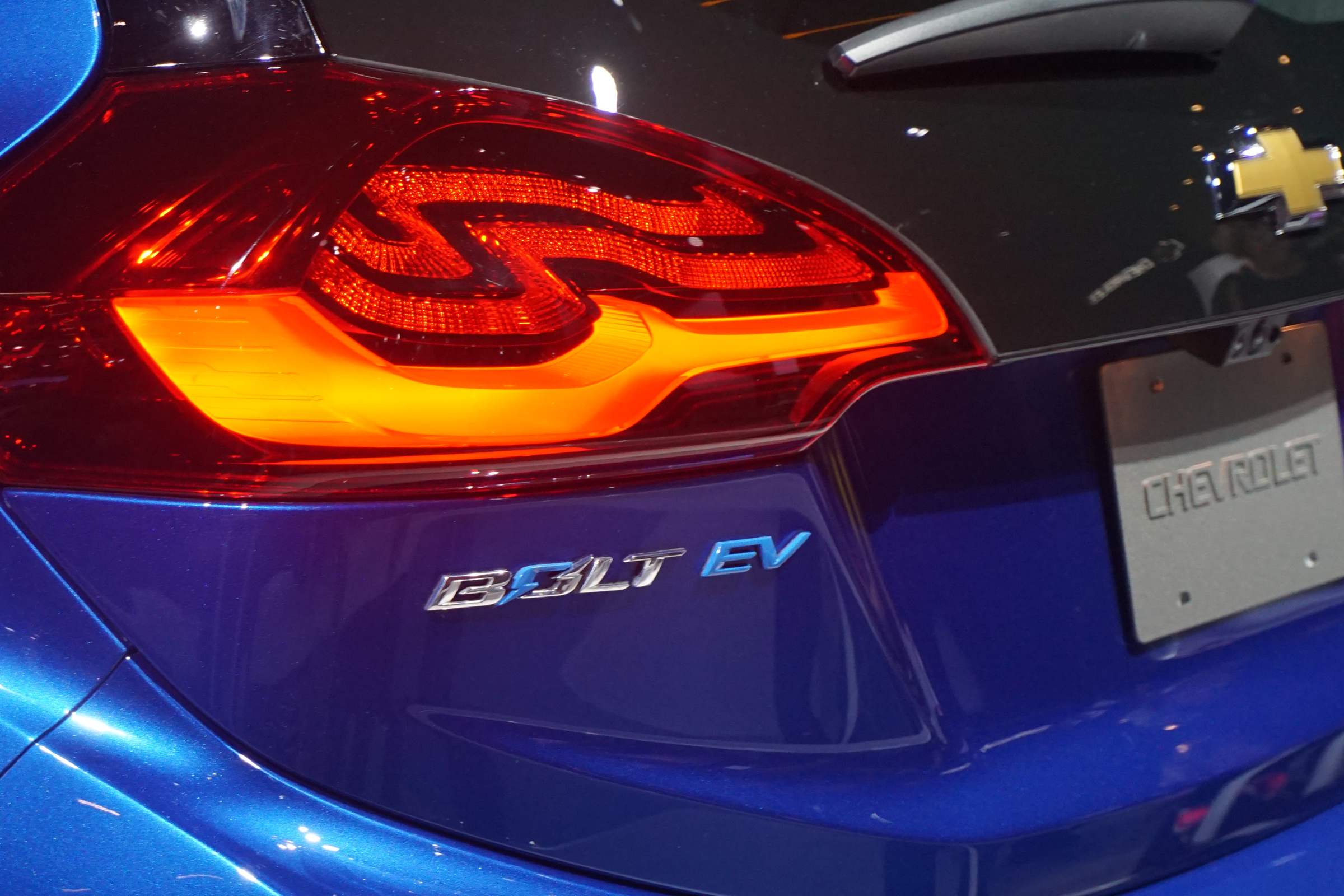
シボレー・ボルトEVの2017年モデルのエンブレム

シボレーは、似通った車名（BoltとVolt）の2台の車種を同じシボレーブランドのラインナップに加えていることによって混乱が生じている点を認めている。しかしながら、シボレーのマーケティング責任者のティム・マホニーは2015年4月、GMがボルトの車名を量産モデル用に維持し続けることを決定したと発表した。
同様の混乱が、ボルトのヨーロッパ版であるアンペラ-eに対してもヨーロッパの顧客の間で生じるであろうことが予想される。「オペル・アンペラ-e」から「e」の1文字を取り除くと、先代のシボレー・Voltのヨーロッパ域内での販売で使用していた「オペル・アンペラ」の車名となってしまう。似通った名称は、プラグインハイブリッドカーのハッチバックであった「オペル・アンペラ」の後継モデルが電気自動車のハッチバックの「オペル・アンペラ-e」であると考える一部の顧客を混乱させる可能性がある。

## リコール
- 2020年11月14日、アメリカ国家幹線道路交通安全局（NHTSA）は、ボルトEVで発生した火災事故を踏まえ、2017年から2019年に生産した同車種の約6万8000台を自発的にリコールすると発表した。GMはリコールの対象が「LG化学オチャン工場で生産された高電圧バッテリーを搭載した車両」と明示したうえ、「解決策が出るまで充電を90%までにしてほしい」と案内している[83]。
- 2021年8月20日、前年のリコールとは別に、2020年モデル以降の約7万3000台をバッテリーの不具合を理由としてリコール対象に追加することが発表[84]。その後、当面の措置として立体駐車場に駐車する際には最上階もしくは屋根がない階で、他車から15メートル以上離れた場所に駐車するよう所有者に通知している[85]。